# Di mi nombre
«Di mi nombre» (estilizado en mayúsculas como «DI MI NOMBRE»), originalmente «DI MI NOMBRE - Cap.8: Éxtasis», es una canción de la cantante y compositora española Rosalía. Fue lanzada el 30 de octubre de 2018 como el tercer sencillo de su segundo álbum de estudio, El mal querer (2018).

## Composición
La canción fue escrita por la misma cantante de flamenco pop Rosalía y el productor que ha trabajado en el disco El Guincho. La canción fue lanzada el 30 de octubre de 2018 en plataformasde streaming como Spotify. Y el vídeo salió el 31 de octubre a través de su canal de YouTube.
La canción resultó un éxito. entrando en el número 19 de Promusicae y dando el mayor salto en toda su estancia en listas al número 1, siendo el primer número uno de Rosalía en Promusicae. La canción permaneció por dos semanas en lo alto de la lista hasta que «Tal Vez» de Paulo Londra la desbancó saltando desde el 3 hasta el 1, ya que «Malamente» llevaba 3 semanas seguidas en el número 2. En el Top 50 Radios de España la canción impulsó a su sencillo «Malamente» a entrar en el número 15. Siendo la primera entrada de Rosalía en dicha lista y la más alta.

## Formato
| N.º | Título         | Duración |  |
| 1.  | «Di Mi Nombre» | 3:01     |  |

## Posicionamiento en listas
| País              | Posicionamiento en listas | Mejor posición |
| ----------------- | ------------------------- | -------------- |
| Bandera de España | PROMUSICAE                | 1              |
| Bandera de España | Los40 España              | 1              |
| Bandera de España | Bucle Top 20              | 1              |

## Certificación
- España , PROMUSICAE : 3xPlatino (120.000)
- Estados Unidos, RIAA : — (50.000)